# Cletopyllus sagamiensis
Cletopyllus sagamiensis är en kräftdjursart som beskrevs av Ito 1971. Cletopyllus sagamiensis ingår i släktet Cletopyllus och familjen Laophontidae. Inga underarter finns listade i Catalogue of Life.